# Logithèque
Ne doit pas être confondu avec Logithèque Ubuntu.
Pour l’article ayant un titre homophone, voir Logitech.
La logithèque est une bibliothèque de logiciels.
À l'origine, ce terme désignait une collection de logiciels présente chez un particulier ou disponible pour un ordinateur personnel. Le terme a été popularisé sur le World Wide Web francophone par le site Léa-Linux en l'an 2000 pour sa liste de logiciels pour GNU/Linux.
Depuis la démocratisation de l'accès à internet à haut débit, le terme désigne également le téléchargement de paquets permettant d'installer des logiciels. En termes techniques, ce type de logithèque est un Serveur HTTP qui fonctionne habituellement sous le service Apache avec beaucoup d'espace disque, sur lequel sont copiés des logiciels dont la licence permet la redistribution.
Ainsi, la Logithèque Ubuntu est le nom français du logiciel Ubuntu Software Centre de Canonical, installé par défaut dans les distributions GNU/Linux Ubuntu et variantes telles que Xubuntu, qui permet de choisir et installer très facilement des milliers d'applications. Il est également possible d'y accéder via Internet.